# Выборы в Ивановскую областную думу (2018)
Выборы депутатов Ивановской областной думы области седьмого созыва состоялись в Ивановской области 9 сентября 2018 года в единый день голосования, одновременно с выборами губернатора. Выборы 26 депутатов прошли по смешанной избирательной системе: 13 депутатов избрано по партийным спискам (пропорциональная система), другие 13 — по одномандатным округам (мажоритарная система). Для попадания в думу по пропорциональной системе партиям необходимо было преодолеть 5%-й барьер. Срок полномочий депутатов — пять лет.
На 1 июля 2018 года в области было зарегистрировано 823 243 избирателей.
Председатель Избирательной комиссии Ивановской области — Анжелика Соловьёва (с 26 июля 2012 года, с 23 мая 2016 года полномочия продлены; в 2005 — 2012 годы комиссию возглавлял Виктор Смирнов).

## Предыстория
В октябре 2017 года президент Владимир Путин назначил временно исполняющим обязанности губернатора 41-летнего заместителя министра экономического развития РФ Станислава Воскресенского вместо отправленного в отставку Павла Конькова. По информации СМИ, смена губернатора была вызвана коррупционными скандалами, сложным социально-экономическое положением в регионе, проблемами с реализацией программы по переселению из аварийного жилья.
В Ивановской областной думе шестого созыва, избранной в 2013 году, подавляющее большинство депутатов (22-23 из 26) представляли «Единую Россию». Председателем областного законодательного органа являлся Виктор Смирнов из данной партии. Двое депутатов представляли КПРФ, один — ЛДПР.
На выборах Президента России в марте 2018 года Владимира Путина поддержали 71,37% участвовавших в голосовании жителей Ивановской области. Павел Грудинин занял второе место (14,81%), Владимир Жириновский — третье (7,89%).
Однако, серьезным фактором серьезно снизившим рейтинги власти и «Единой России» стала инициатива правительства России о повышении пенсионного возраста. 16 июня 2018 года соответствующий законопроект был внесен в Государственную думу, где 19 июля был принят в первом чтении.

## Выборы
7 июня 2018 года Ивановская областная дума проголосовала за одновременное проведение досрочных выборов губернатора Ивановской области и выборов депутатов Ивановской областной думы 9 сентября 2018 года.
3 августа регистрация партийных списков была завершена. Избирательная комиссия зарегистрировала 8 партий для участия в выборах: «Единая Россия», «Справедливая Россия», ЛДПР, КПРФ, «Коммунисты России», «Родина», Коммунистическая партия социальной справедливости и Российская партия пенсионеров за социальную справедливость.
Список «Единой России» возглавил секретарь регионального отделения «ЕР», председатель Областной думы Виктор Смирнов. Вторым номером в списке стал член Совета Федерации от Ивановской области Валерий Васильев, а третьим – председатель Общественной палаты Ивановской области, ректор Института развития образования Ивановской области Марина Дмитриева.
В первую тройку областного списка КПРФ кандидатов в депутаты вошли первый секретарь Ивановского обкома КПРФ Александр Бойков,  генеральный директор АО «Зарубежэнергопроект» (Иваново) Вячеслав Арбузов и руководитель фракции КПРФ в Ивановской областной думе Дмитрий Саломатин.
Общеобластной список ЛДПР возглавили двое — лидер партии Владимир Жириновский и лидер ЛДПР в Ивановской области депутат областной думы Дмитрий Шелякин, который одновременно баллотировался в губернаторы Ивановской области.
Лидерами предвыборного списка «Справедливой России» стали председатель регионального отделения партии Павел Попов (он же выдивинут на должность губернатора области) и замдиректора ООО «ТД  КСК Плюс» Алексей Рябчиков. «Справедливая Россия» не имела депутатов в текущем созыве областной думы.  
Партию «Коммунисты России» повел на выборы ее председатель Максим Сурайкин, а Российскую партию пенсионеров за социальную справедливость — лидер регионального отделения Светлана Вохмянина.

## Опросы
| Организация | Дата проведения | Размер выборки | ЕР  | КПРФ        | ЛДПР | СР   | Партия пенсионеров | КПКР | КПСС | Родина | Испорчу бюллетень | Не пойду | Затрудняюсь ответить |     |      |      |
| ----------- | --------------- | -------------- | --- | ----------- | ---- | ---- | ------------------ | ---- | ---- | ------ | ----------------- | -------- | -------------------- | --- | ---- | ---- |
| Организация | Дата проведения | Размер выборки | ФОМ | 27–31.08.18 | 1000 | 26 % | 13 %               | 10 % | 3 %  | 1 %    | 1 %               | 0 %      | 0 %                  | 2 % | 21 % | 24 % |

## Результаты
| Партия                     | Партия                                                       | по единому округу | по единому округу | по единому округу | по одно- мандатным округам | всего         | всего  |
| Партия                     | Партия                                                       | Голоса            | %                 | Получено мест     | Получено мест              | Получено мест | %      |
| -------------------------- | ------------------------------------------------------------ | ----------------- | ----------------- | ----------------- | -------------------------- | ------------- | ------ |
|                            | «Единая Россия»                                              | 90 610            | 34,14%            | 5                 | 10                         | 15            | 57,69% |
|                            | КПРФ                                                         | 71 453            | 26,92%            | 5                 | 2                          | 7             | 26,92% |
|                            | ЛДПР                                                         | 43 336            | 16,33%            | 2                 | 0                          | 2             | 7,69%  |
|                            | «Справедливая Россия»                                        | 21 814            | 8,22%             | 1                 | 1                          | 2             | 7,69%  |
|                            |                                                              |                   |                   |                   |                            |               |        |
|                            | «Российская партия пенсионеров за социальную справедливость» | 11 819            | 4,45%             | 0                 | 0                          | 0             | 0 %    |
|                            | «Коммунисты России»                                          | 9021              | 3,40%             | 0                 | 0                          | 0             | 0 %    |
|                            | «Коммунистическая партия социальной справедливости»          | 5233              | 1,97%             | 0                 | 0                          | 0             | 0 %    |
|                            | «Родина»                                                     | 2436              | 0,92%             | 0                 | 0                          | 0             | 0 %    |
|                            | Самовыдвижение                                               |                   |                   |                   | 0                          | 0             | 0 %    |
| Действительные бюллетени   | Действительные бюллетени                                     | 255 722           | 96,35%            | —                 | —                          | —             | —      |
| Недействительные бюллетени | Недействительные бюллетени                                   | 9695              | 3,65%             | —                 | —                          | —             | —      |
| Всего                      | Всего                                                        | 265 417           | 100%              | 13                | 13                         | 26            | 100%   |
|                            |                                                              |                   |                   |                   |                            |               |        |
| Явка                       | Явка                                                         | 265 417           | 32,86 %           |                   |                            |               |        |
| Общее число избирателей    | Общее число избирателей                                      | 807 742           | 100 %             |                   |                            |               |        |

## После выборов
Крайне низкий результат «Единой России» на выборах вызвал серьёзную критику в адрес регионального отделения. Лидер списка Виктор Смирнов, возглавлявший областную думу предыдущего созыва, ушел из думы в члены Совета Федерации как представитель законодательного органа власти Ивановской области (уход его предшественника — сенатора Владимира Бочкова — планировался, но ожидалось, что его заменит бывший губернатор области Павел Коньков, который был также избран в областную думу). Второй номер в списке — Валерий Васильев — уже являлся сенатором от исполнительной власти Ивановской области и в Ивановскую областную думу решил не переходить. 
Третий номер в списке «Единой России» Марина Дмитриева была избрана новым председателем областной думы. Ее избрание поддержали не только «единороссы», но и депутаты от ЛДПР и «Справедливой России».